# Scoliocentra flavotestacea
Scoliocentra flavotestacea är en tvåvingeart som först beskrevs av Zetterstedt 1838.  Scoliocentra flavotestacea ingår i släktet Scoliocentra och familjen myllflugor. Arten är reproducerande i Sverige. Inga underarter finns listade i Catalogue of Life.